# Missi dominici
Nell'Impero carolingio e nel Sacro Romano Impero i missi dominici (sing. missus dominicus) erano funzionari che l'imperatore inviava come suoi rappresentanti nelle varie parti dell'impero. Erano sempre nominati in coppia, un ecclesiastico (vescovo o abate) e un laico (conte o duca), scelti di solito tra gli appartenenti alla corte imperiale (Palatium), e venivano inviati in una circoscrizione dell'impero (missiaticum) che dovevano visitare. Le circoscrizioni da loro presidiate, i missatica, costituiti all'interno delle province ecclesiastiche (i metropoliti rivestirono un ruolo importante in questo sistema), vennero limitati dall'802 ai tria regna (la Neustria, l'Austrasia e Borgogna), mentre gli altri regni ebbero una specie di missaticum a parte, in cui ebbero nuovamente un ruolo importate i metropoliti, come quello di Salisburgo (non a caso un arcivescovado fondato da Carlo Magno).
In ogni località i missi dovevano tenere un'assemblea di tutti gli uomini liberi, nel corso della quale veniva solennemente giurata fedeltà all'imperatore, venivano pubblicati i capitolari e venivano raccolte le lamentele sull'operato dei funzionari imperiali.
I missi, inoltre, espletavano una serie di importanti attività: 
- presiedevano i processi per i fatti più gravi;
- nominavano gli scabini;
- svolgevano indagini sulla riscossione delle imposte, sulla moneta falsa, sulla manutenzione delle strade, sulla conservazione delle proprietà imperiali e sulla gestione delle chiese;
- vigilavano sull'operato dei funzionari imperiali (tra i quali erano ancora compresi i conti e i duchi), con la facoltà di poterli revocare;
- vigilavano sul clero e sull'osservanza dei precetti religiosi (anche da parte dei laici);
- raccoglievano le suppliche delle vedove e degli orfani;
- potevano emanare ordini a privati, funzionari pubblici e al clero (compresi i vescovi) la cui inosservanza, in virtù del banno regio, comportava l'applicazione di sanzioni pecuniarie.

Istituiti in modo permanente con un capitolare di Carlo Magno dell'802, ma già sporadicamente utilizzati dai suoi predecessori, i missi avevano lo scopo di assicurare un efficace controllo dell'autorità centrale su tutto l'impero. Tuttavia, con la decadenza dell'impero, la loro azione si mostrò sempre meno efficace anche perché, a partire dal regno di Ludovico il Pio, finirono per essere scelti nell'ambito della stessa circoscrizione, in cui avrebbero dovuto svolgere le loro funzioni, e questo li rese molto più vicini agli interessi della nobiltà locale che a quelli dell'autorità centrale. Sparirono definitivamente verso la fine del IX secolo in Francia e Germania e nel corso del X secolo in Italia. 